# 芬蘭語化

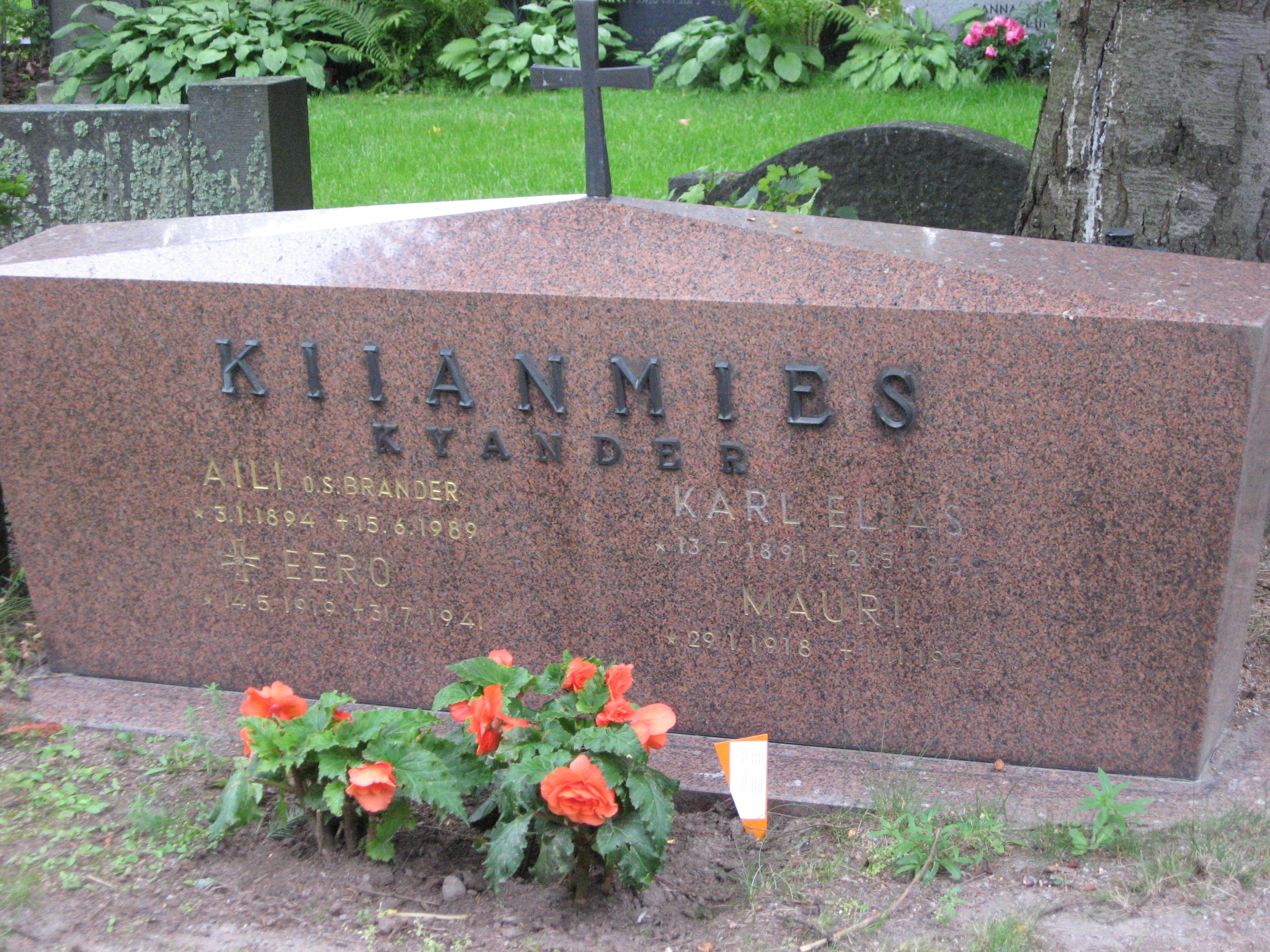
在坦佩雷的一座墳墓，墓碑上刻有瑞典語姓氏'Kyander'以及芬蘭化的姓氏 'Kiianmies'。

芬蘭語化是將一個人的姓名由其他語言（通常為瑞典語）改為芬兰语的形式。芬蘭在浪漫民族主义盛行時，許多芬蘭人，尤其是屬於芬诺曼运动的，將其過去為瑞典語的姓氏改為芬蘭語的姓氏。
有一些改用芬蘭語姓氏的人士出身於原本說芬蘭語但後來為了提高自身社經地位而改用瑞典語姓氏的人士。此現象根於原本許多官方職位與許多貿易生意只開放給說瑞典語的人士，導致原先擁有芬蘭語名字的人不易在此方面獲得成就。
在1906年時，也就是在芬蘭政治家暨哲學家约翰·威廉·斯内尔曼出生100年後，约翰内斯·林南科斯基鼓勵芬蘭人在5月12日，也就是斯內爾曼的生日時棄用他們的瑞典語名字。此對於催化了芬蘭語化現象，在1906年到1907年間，大約70000位芬蘭人改變了他們的名字。
1934年時，在芬蘭一條關於改變一人姓氏法律通過，此後在1935年時，74604人改變了他們的姓氏，隔年又有24000改變了他們的姓氏。
在1906到1907年間在芬蘭發生的姓氏變更現象鼓舞爱沙尼亚人將自己的姓氏愛沙尼亞化。即使在1919年起愛沙尼亞就有法律允許改變一人的姓氏，愛沙尼亞人大幅改變自己姓氏的時期在1935年到1940年間，與芬蘭第二波姓氏芬蘭語化的時期相同，而在愛沙尼亞通過關於改變一人姓氏法律早於芬蘭類似法律兩週前通過。在那段期間，195000人，也是當時愛沙尼亞17%的人口改變了他們的姓氏。

### 註解
1. ↑  Kotimaisten kielten tutkimuskeskus :: Snellmanin 100-vuotispäivä ja sukunimien suomalaistaminen 的存檔，存档日期2011-06-05.
2. ↑  Paikkala, Sirkka.  (PDF). Helsinki: Suomalaisen Kirjallisuuden Seura. 2004: 525.
3. ↑  Puss, Fred. . Keel ja Kirjandus. 2021-09-03, 2021 (8). ISSN 0131-1441. doi:10.54013/kk764a8 （爱沙尼亚语）.